# USS Independence (LCS-2)

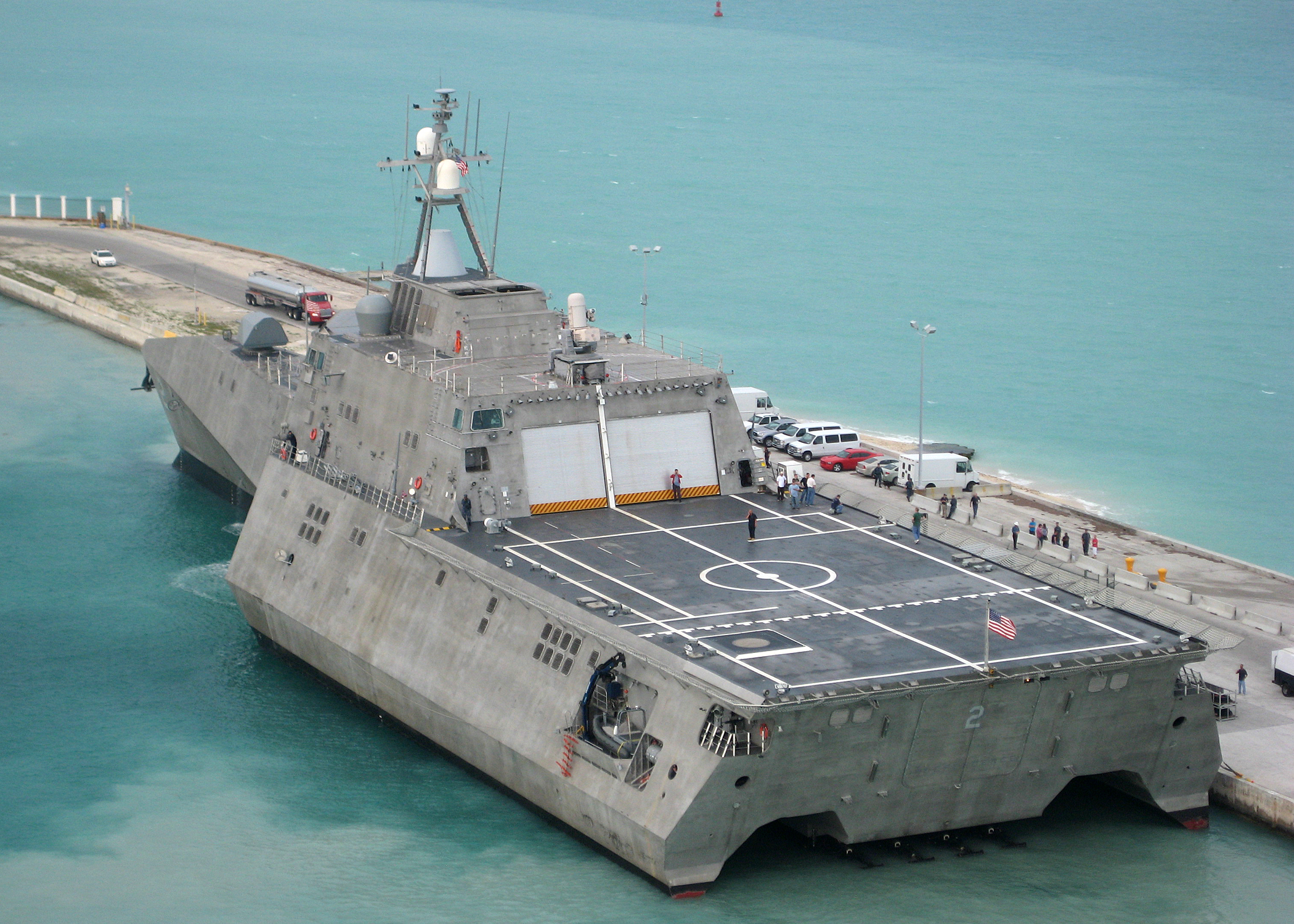
Littoral Combat Ship av Independence Class sett akterifrån

USS Independence (LCS-2) är ett örlogsfartyg av typ Littoral Combat Ship i USA:s flotta.
USS Independence är utvecklat och byggt av det australiska företaget Austal Ships och byggt i dess varv i Mobile i Alabama i USA. Konstruktionen är baserad på trimaranen HSC Benchijigua Express, som byggts för Fred. Olsen Express för trafik i Kanarieöarna.
Hon är byggd som en trimaran och är avsedd för strid i kustnära områden.